# Alfred Paczkowski
Alfred Paczkowski, ps. Wania (ur. 11 maja 1909 roku w Brukowcach, powiat prużański, zm. 11 czerwca 1986 roku w Warszawie) – lekarz, oficer Armii Krajowej, cichociemny.

## Życiorys
Przed wojną ukończył Szkołę Podchorążych Sanitarnych w Warszawie, w latach 1938–1939 lekarz 9 pułku ułanów Małopolskich w Trembowli. We wrześniu 1939 walczył w szeregach Armii Poznań. 17 stycznia 1940 opuścił okupowaną Polskę. Przez Słowację, Węgry i Jugosławię dotarł do Francji, a później trafił do Anglii, gdzie przeszedł szkolenie dla cichociemnych. W jednej z pierwszych ekip wraz ze słynnym potem Maciejem Kalenkiewiczem i kilkoma innymi skoczkami wylądował w nocy 27/28 grudnia 1941 w okupowanej Polsce. Krótko po wylądowaniu trafili w ręce patrolu Grenzschutzu. Odprowadzeni na strażnicę zlikwidowali Niemców z zaskoczenia i uciekli.
Został dowódcą III odcinka „Wachlarza”. Osobiście brał udział w wielu akcjach dywersyjnych m.in. w wysadzaniu transportów wojskowych na linii Brześć – Mińsk i Mińsk – Homel. Przy okazji likwidowani byli konfidenci Gestapo. Podczas jednej z nocnych wędrówek „Wania” złamał pechowo nogę. Na kwaterze został przypadkowo aresztowany przez białoruską policję szukającą ukrywających się Żydów. Mimo dobrze podrobionych dokumentów nie został zwolniony i trafił do więzienia w Pińsku. Niemcy odkryli, że dokumenty są fałszywe i podejrzewali, kim jest „Wania" naprawdę. Zaczęły się brutalne przesłuchania połączone z torturami. Po latach dr Paczkowski wspominał o tym ze swoistym humorem:

Byli to niezbyt rozgarnięci „nadludzie”, łatwo wpadali w złość i żelaznym prętem bili mnie po głowie. To działało na mnie usypiająco. Wtedy wylewali na mnie wiadro wody, odzyskiwałem przytomność do następnego uderzenia. Nie sądzę, żeby się można do tego przyzwyczaić, ale głupota moich katów podniecała mój upór

Brawurową akcję rozbicia więzienia w Pińsku w dniu 18 stycznia 1943 przeprowadziła grupa dywersyjna pod dowództwem por. Jana Piwnika „Ponurego”. Uwolniono kilkudziesięciu więźniów, w tym także „Wanię”. Po wypoczynku w Warszawie dr Paczkowski powrócił do konspiracji. Najpierw został szefem Kedywu Obszaru Białystok, a później dowódcą 84 pułku piechoty w ramach 30 Dywizji Piechoty AK. W boju pod Mańczakami został ciężko ranny i ponownie do zdrowia wracał w Warszawie, gdzie zdążył wykurować się do wybuchu powstania warszawskiego. W czasie powstania – jako ranny – w walkach praktycznie nie uczestniczył. 16 września dowództwo wyznaczyło go do „nawiązania łączności z Armią Radziecką”. Dwa dni później przeprawił się na drugi brzeg Wisły i został aresztowany przez Sowietów. 
W lipcu 1947 roku internowany w obozie NKWD nr 150 w Griazowcu. 
Wrócił do kraju po czterech latach i pracował jako lekarz w Warszawie, Górze Kalwarii i Żyrardowie. Jednocześnie był inwigilowany przez Urząd Bezpieczeństwa – jak większość AK-owców i weteranów Sił Zbrojnych na Zachodzie. Prawdopodobnie z tego powodu stracił stanowisko ordynatora.
Jest autorem wspomnień pt. Ankieta cichociemnego.
Zmarł w Warszawie, pochowany na cmentarzu Wojskowym na Powązkach (kwatera D14-2-22).

## Współpraca z organami bezpieczeństwa Polski Ludowej
Alfred Paczkowski w 1950 roku rozpoczął współpracę ze służbami specjalnymi Polski Ludowej. Był konfidentem Informacji Wojskowej, później UB i SB. Rozpracowywał środowiska AK oraz repatriowanych żołnierzy Polskich Sił Zbrojnych. Zadenuncjował ukrywającego się pod fałszywym nazwiskiem ppłk. Wincentego Ściegiennego, szefa sztabu Białostockiego Okręgu AK.

## Ordery i odznaczenia
- Krzyż Srebrny Orderu Virtuti Militari
- Krzyż Walecznych (dwukrotnie)
- Złoty Krzyż Zasługi z Mieczami[7]
- Warszawski Krzyż Powstańczy[8]

## Publikacje
- Lekarz nie przyjmuje, Instytut Wydawniczy „Pax”, Warszawa 1981, ISBN 83-211-0263-8; kolejne wydania tej książki ukazywały się pod tytułem Ankieta cichociemnego, m.in. wydana przez Instytut Wydawniczy „Pax”, Warszawa, 1987, ISBN 83-211-0769-9